# Kurt Boese
Kurt Boese (* 4. November 1929 in Bremen, Deutsches Reich; † 21. September 2021 in Kitchener, Ontario) war ein kanadischer Ringer.

## Biografie
Kurt Boese wurde 1929 in Bremen geboren und begann im Alter von 10 Jahren mit dem Ringen. Er machte eine Ausbildung zum Klempner und emigrierte 1952 nach Kitchener in Kanada. Zwei Jahre später lernte er Robert Steckle beim örtlichen YMCA kennen und war fortan mit ihm gut befreundet.
Bei den Olympischen Sommerspielen 1960 in Rom trat Boese in der  Klasse bis 70 kg des Freien Stils an und belegte dort den 13. Platz. Bei den
British Empire and Commonwealth Games 1962 und ein Jahr später bei den Panamerikanischen Spielen in São Paulo gewann er in der gleichen Klasse jeweils eine Bronzemedaille.
In Kitchener wurde er Klempnerinspektor der Stadt. Boese war verheiratet und hatte zwei Kinder.